# Livbåt

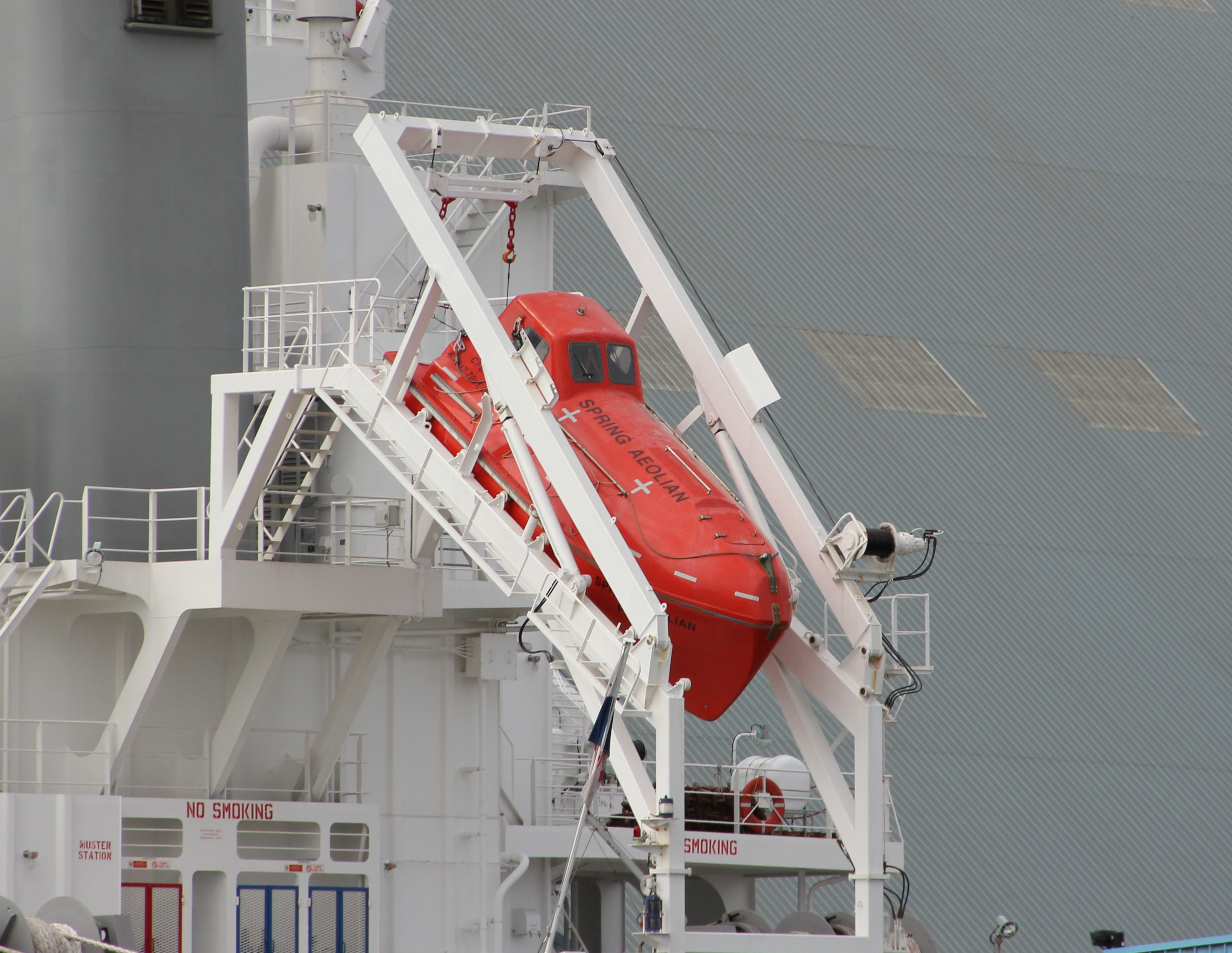
Frifallslivbåt på ett fraktfartyg

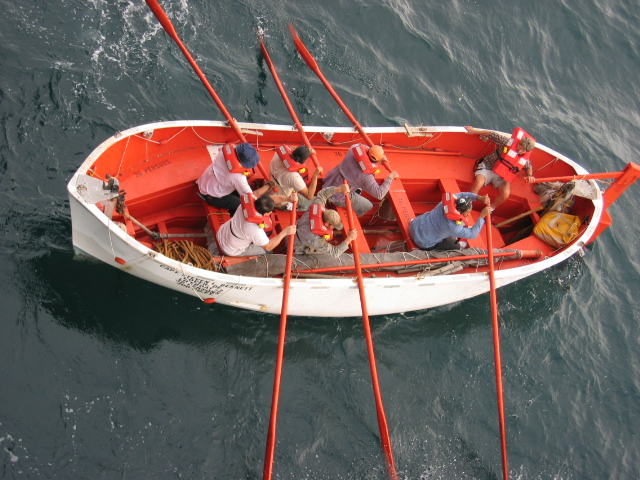
Övning med en livbåt

En livbåt är en mindre räddningsbåt som medförs av fartyg och används vid ett nödläge då fartyget måste evakueras. Livbåtars antal och typ är anpassade till fartygs passagerantal och besättning enligt internationella regelverk.

## Historik
Under segelfartygens tid användes ofta skeppsbåtarna som livbåtar då nödsituation uppstod. De moderna livbåtarna utvecklades i samband med ångfartygen och motorfartygen under sent 1800-tal och tidigt 1900-tal, och fick sitt definitiva genombrott i samband med RMS Titanics förlisning 1912.

## Andra användningsområden
År 1870 blev City of Ragusa, en ombyggd livbåt, den första livbåten att korsa Atlanten, då den färdades från Storbritannien till USA med en tvåmannabesättning bestående av John Charles Buckley och Nikola Primorac.